# Camilla Bendix
Camilla Bendix (Denemarken, 20 februari 1971) is een Deens actrice.

## Biografie
Bendix heeft gestudeerd aan de acteerschool van de Aarhus Theater in Aarhus waar zij in 1994 haar diploma haalde. Naast actrice voor televisie is zij ook actief in het theater.
Bendix begon in 1994 met acteren in de film Stjerner uden hjerner, waarna zij nog meerdere rollen speelde in films en televisieseries.

## Filmografie

### Films
Uitgezonderd korte films
- 2023 Asfalt - als Lisbeth (stem)
- 2023 Stille liv - als  Mette
- 2016 Undercover - als Luder
- 2016 Hundeliv - als Kirsten
- 2015 Emma & Julemanden: Jagten på elverdronningens hjerte - als Julie
- 2014 Dannys dommedag - als moeder
- 2010 Hævnen - als Løber
- 2008 Det perfekte kup - als Hanne
- 2008 Frode og alle de andre rødder - als Clara
- 2008 Remix - als Clara
- 2007 De fortabte sjæles ø - als stem
- 2005 Den rette ånd - als Bente
- 2005 Far til fire gi'r aldrig op - als pedagoge
- 2005 Af banen - als Nina
- 2003 Regel nr. 1 - als Læge
- 2003 De grønne slagtere - als Beate
- 2003 Som man behager - als Celia
- 2002 Slim Slam Slum - als Veronica
- 2001 En kærlighedshistorie - als Charlotte
- 1998 Baby Doom - als Nicoline
- 1997 Stjerner uden hjerner - als Solveig

### Televisieseries
Uitgezonderd eenmalige gastoptredens.
- 2021-2025 White Sands - als Susanne - 9 afl.
- 2019 BaseBoys - als Karen Jensen - 11 afl.
- 2018 Tæt på sandheden med Jonathan Spang - als Karla / Margrethe Vestager - 4 afl.
- 2013 Tvillingerne og Julemanden - als Julie - 24 afl.
- 2013 The Bridge - as Gertrud Kofoed - 5 afl.
- 2012 Limbo - als Camilla - 2 afl.
- 2011 Ludvig & Julemanden - als Julie - 24 afl.
- 2008 Sommer - als Anna Krogh Møller - 20 afl.
- 2006 Ørnen: En krimi-odyssé - als Linda Hjorsøe - 2 afl.
- 2003 Jesus & Josefine - als Maria - 20 afl.
- 2001 Mit liv som Bent - als Helle Bang - 9 afl.
- 1998 Brødrene Mortensens Jul - als Frk. Lund - 3 afl.